# SN 2003ig
SN 2003ig – supernowa typu Ic odkryta 22 września 2003 roku w galaktyce UGC 2971. W momencie odkrycia miała maksymalną jasność 18,40m.